# Олексіївська сільська рада (Голопристанський район)
Олексі́ївська сільська́ ра́да — адміністративно-територіальна одиниця та орган місцевого самоврядування в Голопристанському районі Херсонської області. Адміністративний центр — село Олексіївка.

## Загальні відомості
- Територія ради: 1,52 км²
- Населення ради: 1 027 осіб (станом на 2001 рік)

## Населені пункти
Сільській раді підпорядковані населені пункти:
- с. Олексіївка

## Склад ради
Рада складається з 14 депутатів та голови.
- Голова ради: Степанова Валентина Миколаївна
- Секретар ради: Гомбель Лариса Анатоліївна

### Керівний склад попередніх скликань
| Прізвище, ім'я, по батькові    | Основні відомості                                                                      | Дата обрання | Дата звільнення |
| ------------------------------ | -------------------------------------------------------------------------------------- | ------------ | --------------- |
| Степанова Валентина Миколаївна | Сільський голова, 1951 року народження, освіта вища, член Комуністичної партії України | 26.03.2006   | 31.10.2010      |
| Степанова Валентина Миколаївна | Сільський голова, 1951 року народження, освіта вища, член Комуністичної партії України | 31.10.2010   |                 |

Примітка: таблиця складена за даними сайту Верховної Ради України

### Депутати
За результатами місцевих виборів 2010 року депутатами ради стали:

#### За суб'єктами висування
| Суб'єкт висування                                       | Кількість обраних депутатів | %    |
| ------------------------------------------------------- | --------------------------- | ---- |
| Самовисування                                           | 7                           | 50   |
| Партія регіонів                                         | 5                           | 35,7 |
| Народна партія                                          | 1                           | 7,1  |
| Політична партія Всеукраїнське об'єднання «Батьківщина» | 1                           | 7,1  |

#### За округами
| № округу                                                | Прізвище, ім'я, по батькові   | Дата визнання обраним | Освіта             | Партійна приналежність                        | Відомості про обраного депутата                                                   |
| ------------------------------------------------------- | ----------------------------- | --------------------- | ------------------ | --------------------------------------------- | --------------------------------------------------------------------------------- |
| Народна Партія                                          |                               |                       |                    |                                               |                                                                                   |
| 4                                                       | Євдокимов Сергій Вадимович    | 03.11.2010            | середня            | член Народної партії                          | тимчасово не працює                                                               |
| Партія регіонів                                         |                               |                       |                    |                                               |                                                                                   |
| 3                                                       | Гомбель Лариса Анатоліївна    | 03.11.2010            | вища               | член Партії регіонів                          | Олексіївська сільська рада, секретар                                              |
| 6                                                       | Касьяненко Віталій Григорович | 03.11.2010            | вища               | позапартійний                                 | фермерське господарство «Інтеграл», керівник                                      |
| 7                                                       | Киселюк Лариса Миколаївна     | 03.11.2010            | вища               | член Партії регіонів                          | Олексіївська загальноосвітня школа, вчитель                                       |
| 10                                                      | Пісоцька Людмила Степанівна   | 03.11.2010            | вища               | позапартійна                                  | одноосібник, агроном                                                              |
| 12                                                      | Скрипка Василь Віталійович    | 03.11.2010            | середня спеціальна | член Партії регіонів                          | Олексіївська загальноосвітня школа, робітник по обслуговуванню шкільних приміщень |
| Політична партія Всеукраїнське об'єднання «Батьківщина» |                               |                       |                    |                                               |                                                                                   |
| 14                                                      | Фоменко Валерій Якович        | 03.11.2010            | середня            | член Всеукраїнського об'єднання «Батьківщина» | фермерське господарство «Орбіта», голова                                          |
| Самовисування                                           |                               |                       |                    |                                               |                                                                                   |
| 1                                                       | Аташян Андрій Ардашевич       | 03.11.2010            | вища               | член Комуністичної партії України             | пенсіонер                                                                         |
| 2                                                       | Аташян Віктор Андрійович      | 03.11.2010            | вища               | член Комуністичної партії України             | тимчасово не працює                                                               |
| 5                                                       | Зелінська Олена Олександрівна | 03.11.2010            | середня спеціальна | член Всеукраїнського об'єднання «Батьківщина» | Олексіївська загальноосвітня школа, кухар                                         |
| 8                                                       | Леонт'єв Сергій Леонідович    | 03.11.2010            | середня спеціальна | член Комуністичної партії України             | фермерське господарство «Тюльпан», охоронець                                      |
| 9                                                       | Ошурко Юрій Михайлович        | 03.11.2010            | вища               | позапартійний                                 | Олексіївська загальноосвітня школа, вчитель                                       |
| 11                                                      | Попов Євген Федорович         | 03.11.2010            | середня спеціальна | член Комуністичної партії України             | пенсіонер, газоелектрозварювальник                                                |
| 13                                                      | Тонеян Тетяна Олександрівна   | 03.11.2010            | середня спеціальна | член Політичної партії «Наша Україна»         | пенсіонер, вчитель                                                                |

## Населення
Згідно з переписом УРСР 1989 року чисельність наявного населення села становила 913 осіб, з яких 435 чоловіків та 478 жінок.
За переписом населення України 2001 року в селі мешкало 1018 осіб.

### Мова
Розподіл населення за рідною мовою за даними перепису 2001 року:
| Мова       | Відсоток |
| ---------- | -------- |
| українська | 92,31 %  |
| російська  | 6,23 %   |
| білоруська | 0,58 %   |
| вірменська | 0,49 %   |
| молдовська | 0,39 %   |